# Hylesia metabus
Hylesia metabus är en fjärilsart som beskrevs av Pieter Cramer 1776. Hylesia metabus ingår i släktet Hylesia och familjen påfågelsspinnare. Inga underarter finns listade i Catalogue of Life.

## Bildgalleri

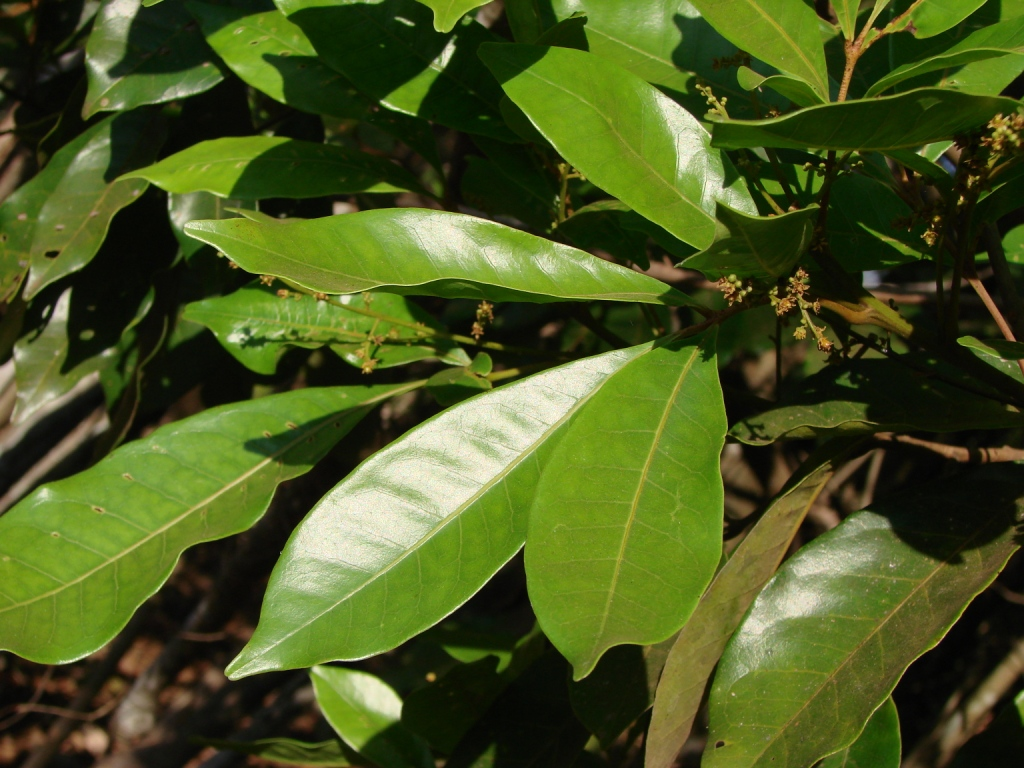
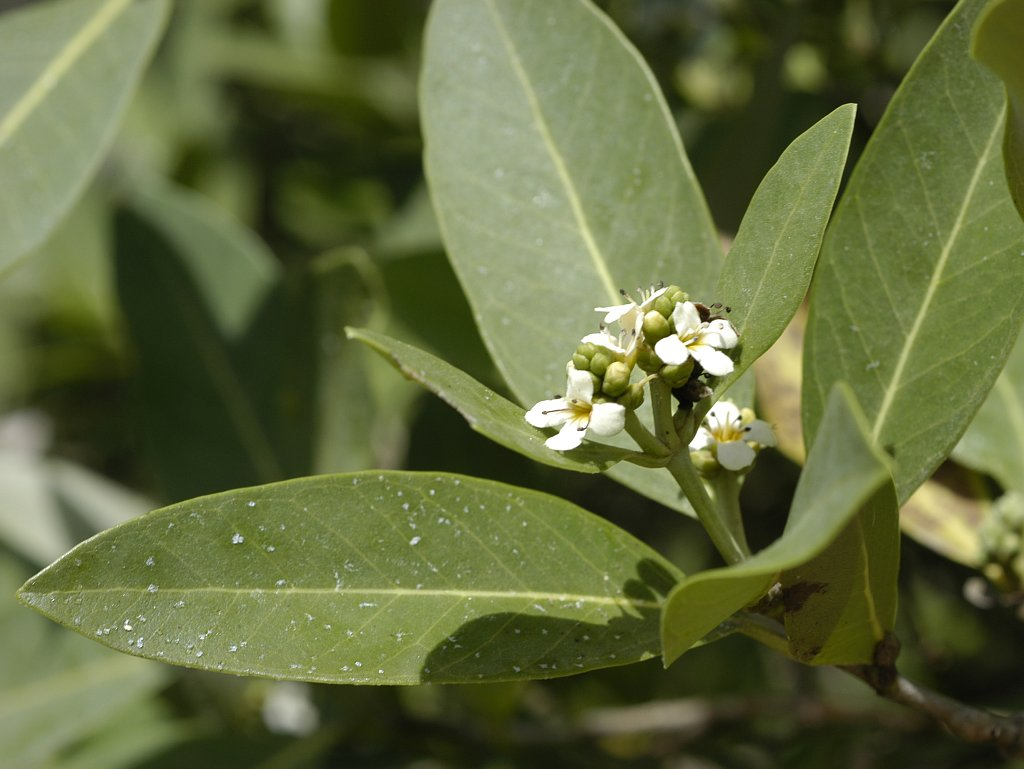